# 1969-es Giro d’Italia
Az 1969-es Giro d’Italia volt az 52. olasz kerékpáros körverseny. Május 16-án kezdődött és június 8-án ért véget. Végső győztes az olasz Felice Gimondi lett.

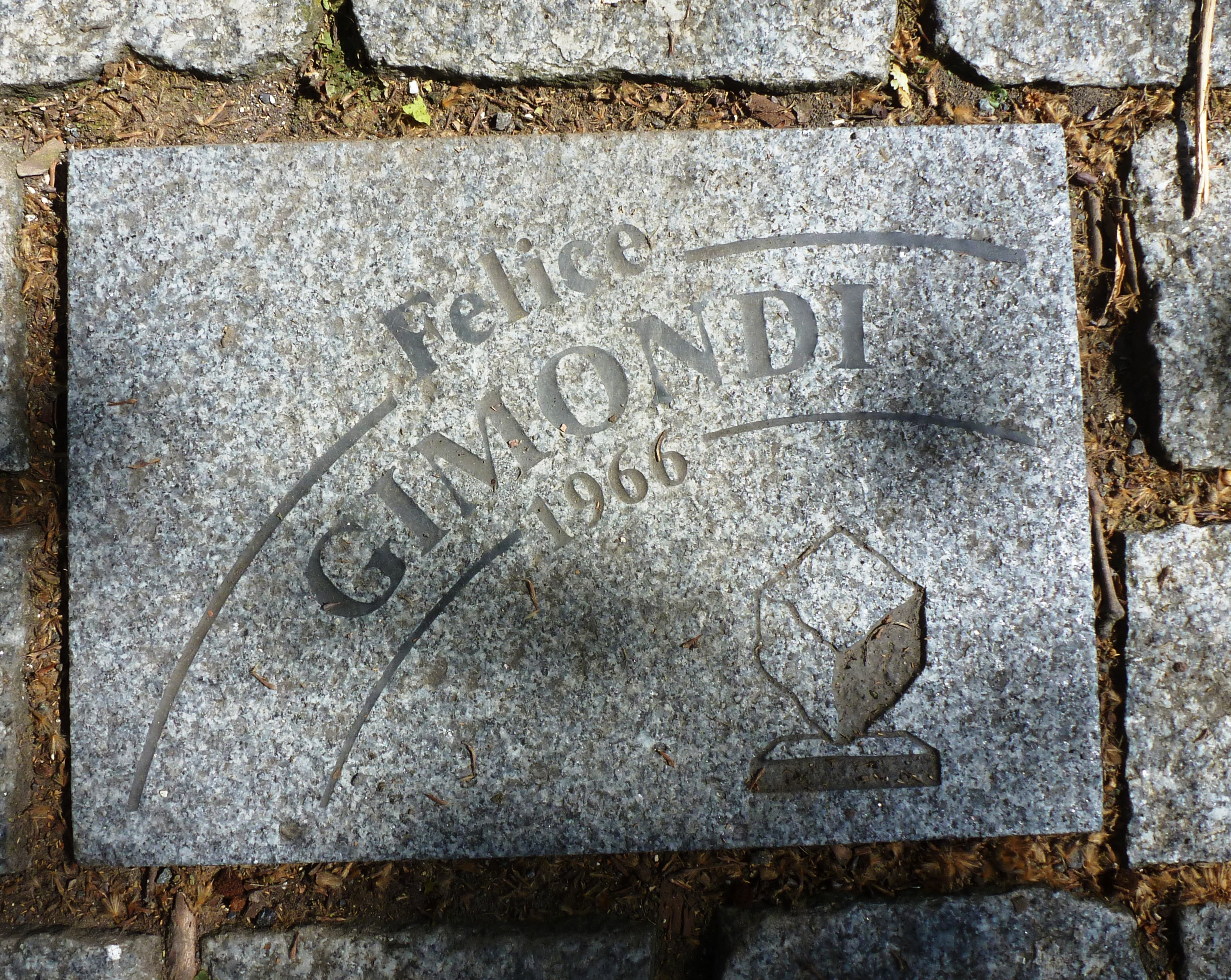
Felice Gimondi emlék Roubaix-ben

## Végeredmény
|    | Versenyző          | Idő            |
| -- | ------------------ | -------------- |
| 1  | Felice Gimondi     | 128 óra 04' 27 |
| 2  | Claudio Michelotto | + 3' 35        |
| 3  | Italo Zilioli      | + 4' 48        |
| 4  | Silvano Schiavon   | + 7' 01        |
| 5  | Ugo Colombo        | + 11' 54       |
| 6  | Michele Dancelli   | + 14' 05       |
| 7  | Aldo Moser         | + 20' 05       |
| 8  | Primo Mori         | + 20' 25       |
| 9  | Rudi Altig         | +23' 45        |
| 10 | Franco Bitossi     | + 31' 36       |